# Архимандрит Данило (Павловић)
Данило (световно Срђан Павловић; Вршац, 5. април 1976) архимандрит је Српске православне цркве и старешина Манастира Житомислић.

## Биографија
Архимандрит Данило (Павловић) рођен је 5. априла 1976. године у Вршцу. Након основне завршио је Богословију Светог Петра Цетињског на Цетињу 1997, а дипломирао на Теолошком факултету у Фочи (Универзитет у Источном Сарајеву) 2002. Уписом на факултет 1997. започиње живјети и радити у Босни и Херцеговини, а 1998. почиње предавати вјеронауку у основним школама у Фочи.
Монашки постриг примио је 1999. у Манастиру Тврдош од стране епископа Григорија Дурића, а јерођаконски и јеромоншки чин прима 2000. поставши старешина Саборне цркве у Требињу. У Мостар долази 2002. и постаје игуман разрушеног у рату Манастира Житомислић којега временом и обнавља.